# RAAK (actiegroep)
RAAK (Reflectie en Actiegroep Aanpak Kindermishandeling) was een organisatie die als doel heeft het veronderstelde extreme aantal kindermishandelingen in Nederland terug te dringen. Daarbij heeft ze onder andere met enig succes gepleit voor een verplichte melding van kindermishandeling en de aanstelling van een minister voor jeugdbeleid. 
RAAK werd opgericht in 2000 door onder anderen psychiater Andries van Dantzig. De organisatie zag zichzelf als een buitenparlementaire actiegroep. Er werd aan deelgenomen door diverse professionele organisaties in de (semi)overheidssector, zoals wetenschappers en hulpverleners. Zij stellen dat ze in het belang van het kind dienen en mogen optreden daar kinderen geen eigen belangenbehartiging kennen.
De organisatie werd per 1 januari 2013 opgeheven, haar archief bevindt zich in het Nationaal Archief in Den Haag.